# 切莉·莱特
切莉·莱特（Richell Rene "Chely" Wright，发音：/ˈʃɛli ˈraɪt/;1970年10月25日—）是一位美国乡村音乐歌手和同性恋权利活动家。她的首张专辑在1994年发行。截至2010年5月，莱特的前八张专辑在美国卖出超过100多万张。]2010年5月，莱特公开出柜。在一本自传中，她提到她出柜的理由是为使大众关注对于同性恋者的欺凌和仇恨犯罪，特别是对于男同性恋青少年，对他们生活造成的损害，使他们只能“撒谎，隐藏”。

## 个人生活
2011年4月6日，发言人宣布莱特与LGBT权利倡导者Lauren Blitzer在一起，8月20日，她们举行了婚礼。

## 唱片
录音室专辑
- 1994: Woman in the Moon
- 1996: Right in the Middle of It
- 1997: Let Me In
- 1999: Single White Female
- 2001: Never Love You Enough
- 2005: The Metropolitan Hotel
- 2010: Lifted Off the Ground

汇编专辑
- 2003: 20th Century Masters – The Millennium Collection: The Best of Chely Wright
- 2007: The Definitive Collection